# Schibli-Tunnel
Der Schibli-Tunnel ist ein 106,5 Meter langer, eingleisiger Eisenbahntunnel in Hamburg-Billbrook. In ihm unterquert ein Gleis der Billwerder Industriebahn die Gleise der Berlin-Hamburger Bahn und der S-Bahn Hamburg (Linie S2/S21).

## Geschichte
Nach dem Ersten Weltkrieg sollte ein über sieben Kilometer langer Rangierbahnhof in Billwerder als Teil der Güterumgehungsbahn Hamburg entstehen, um den Güterverkehr Richtung Osten besser organisieren zu können. Dieser neue Rangierbahnhof hätte die seit 1907 bestehende Anbindung der Billwerder Industriebahn an die Berlin-Hamburger Bahn am Bahnhof Tiefstack unterbrochen. Als neue Verbindung war daher ein Tunnel vorgesehen, der gleichzeitig mit der Begradigung der Berlin-Hamburger Bahn gebaut wurde. Die Hamburger Zweigniederlassung der 1922 in Bremen gegründeten Bauunternehmung Gustav Schibli KGaA, die Namensgeber für den Tunnel wurde, baute im Auftrag der Stadt Hamburg, da die Bergedorf-Geesthachter Eisenbahn als Betreiberin der Industriebahn nicht die Kosten für ein Bauwerk übernehmen wollte, das erst 15 Jahre später benötigt werden würde. Im Zweiten Weltkrieg wurden die Bauarbeiten am Güterbahnhof schließlich eingestellt und später aufgrund veränderter Verkehrsströme nicht wieder aufgenommen.
Weil der Anschluss der Industriebahn in Tiefstack erhalten geblieben war, wurde der Tunnel nicht benötigt. Die Gleisanschlüsse am Moorfleeter Kanal und der Andreas-Meyer-Straße südlich der Berlin-Hamburger Bahn wurden über eine Brücke angefahren, die in Höhe des Bahnhofs Billwerder-Moorfleet die Fernbahn überquerte und Teil der Hamburger Marschbahn war. Im ungenutzten Tunnel, dessen Portale nur etwa 1 m ü. NHN hoch und damit drei bis vier Meter unter dem Niveau der künstlich erhöhten, angrenzenden Industrieflächen liegen, stand jahrzehntelang Wasser, da die Tunnelsohle rund drei Meter unter dem Grundwasserspiegel liegt.
Der Ausbau des Industriegebiets am Moorfleeter Kanal erforderte eine Änderung im Güterverkehr, der bisher über zwei Spitzkehren gefahren werden musste, damit die Marschbahnstrecke benutzt werden konnte. Zur Vereinfachung des Bahnbetriebs sollten die Züge nun über die Halskestraße und durch den Schibli-Tunnel an den Bahnhof Tiefstack fahren. Daher bekam der Tunnel 1968/1969 beidseitig Stahlbetontröge, die vor eindringendem Wasser und Hangrutschungen schützen sollten, sowie zwei Wasserpumpen. 1976, also mehr als fünf Jahrzehnte nach dem Tunnelbau, schlossen die Stadt Hamburg, die Deutsche Bundesbahn und die AKN Eisenbahn, die seit 1956 die Billwerder Industriebahn betreibt, einen Vertrag über die Nutzung des Bauwerks. Die Brückenverbindung über den Bahnhof Billwerder-Moorfleet wurde daraufhin stillgelegt und später abgebaut.

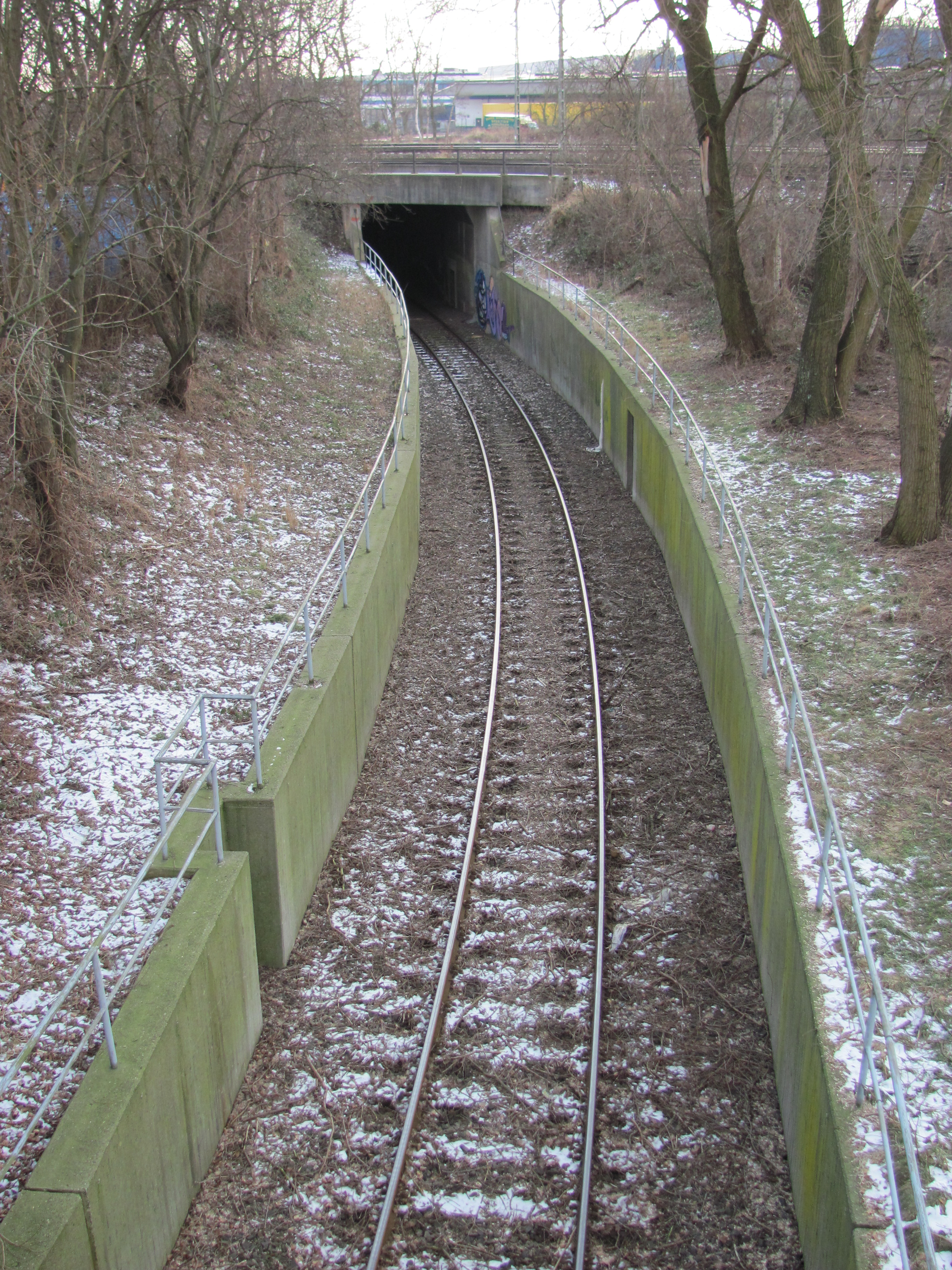
Nordeinfahrt
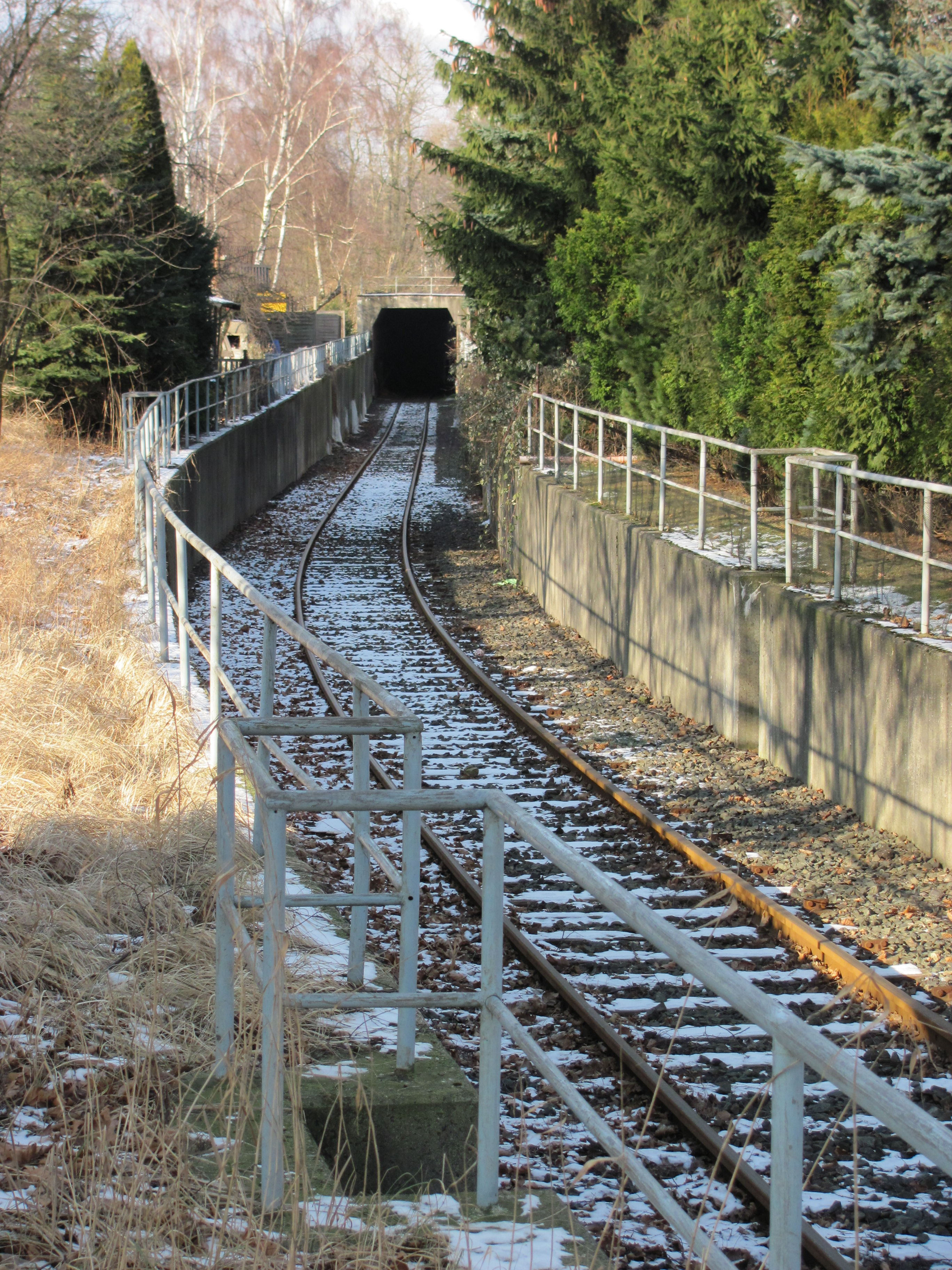
Südeinfahrt